# محوطه گورستان عبدالله‌دره‌سی
محوطه قبرستان عبدالله دره سی مربوط به سده‌های اولیه دوران‌های تاریخی پس از اسلام است و در شهرستان بوئین‌زهرا، بخش آوج، روستای مشانه واقع شده و این اثر در تاریخ ۱۰ مهر ۱۳۸۰ با شمارهٔ ثبت ۴۱۱۴ به‌عنوان یکی از آثار ملی ایران به ثبت رسیده است.